# Koblenz-Horchheimer Höhe
Koblenz-Horchheimer Höhe ist ein Stadtteil von Koblenz. Er liegt auf der rechten Rheinseite direkt angrenzend östlich von Horchheim, aus dem er mit Bau erster Wohngebiete ab 1964 entstanden ist. Benachbarte Koblenzer Stadtteile sind – von Nordosten nach Südwesten – Arzheim, Asterstein, Pfaffendorfer Höhe und Horchheim. Im Stadtteil gibt es keinen Ortsvorsteher und keinen Ortsbeirat. Es ist auch kein Kulturdenkmal ausgewiesen. Zur Horchheimer Höhe gehört die Gneisenau-Kaserne und der Standortübungsplatz Koblenz-Schmidtenhöhe der Bundeswehr.

## Naturschutzgebiete
Teile des Standortübungsplatzes Koblenz-Schmidtenhöhe gehören zu einem Naturschutzgebiet, das durch das Konzept einer halboffenen Weidelandschaft mit Taurusrindern und Konikpferden beweidet wird, um eine zu starke Verbuschung zu verhindern. Dadurch soll der entsprechende Lebensraum für seltene Arten erhalten werden. Südlich angrenzend befindet sich das Naturschutzgebiet Tongrube auf Escherfeld.